# Филипп Шлезвиг-Гольштейн-Зондербург-Глюксбургский
Филипп Шлезвиг-Гольштейн-Зондербург-Глюксбургский (нем. Philipp von Schleswig-Holstein-Sonderburg-Glücksburg; 15 марта 1584 — 27 сентября 1663) — первый герцог Шлезвиг-Гольштейн-Зондербург-Глюксбурга с 1622 года, седьмой сын герцога Ганса II Шлезвиг-Гольштейн-Зондербургского и Елизаветы Брауншвейг-Грубенгагенской, дочери герцога Эрнста III Брауншвейг-Грубенгагенского.

## Семья
23 мая 1624 года Филипп женился на Софии Гедвиге Саксен-Лауэнбургской (1601—1660), дочери герцога Саксен-Лауэнбурга Франца II. В браке родились:
- Иоганн (1625—1640)
- Франц (1626—1651)
- Кристиан (1627—1698), женат на Сибилле Урсуле Брауншвейг-Вольфенбюттельской, дочери герцога Августа II Брауншвейг-Вольфенбюттельского, далее на Агнессе Гедвиге Шлезвиг-Гольштейн-Зондербург-Плёнской
- Мария Елизавета (1628—1664), замужем за Георгом Альбрехтом Бранденбург-Кульмбахским
- Карл Альбрехт (1629—1631)
- София Гедвига (1630—1652), замужем за герцогом Морицем Саксен-Цейцским
- Адольф (1631—1658)
- Августа (1633—1701), замужем за герцогом Эрнстом Гюнтером Шлезвиг-Гольштейн-Зондербург-Августенбургским
- Кристиана (1634—1701), замужем за герцогом Кристианом I Саксен-Мерзебургским
- Доротея (1636—1691), замужем за герцогом Кристианом Людвигом Брауншвейг-Люнебургским, затем за курфюрстом Бранденбурга Фридрихом Вильгельмом
- Магдалена (1639—1640)
- Гедвига (1640—1671)
- Анна Сабина (1641—1642)
- Анна (1643—1644)